# Saint-Jeoire
Saint-Jeoire, llamada en ocasiones Saint-Jeoire-en-Faucigny, es una comuna y localidad francesa situada en la región Ródano-Alpes, en el departamento de Alta Saboya, en el distrito de Bonneville. Es la capital del cantón del mismo nombre.

## Geografía
La comuna está situada al noroeste de la confluencia de los ríos Risse y Giffre, en la región histórica de Faucigny, a medio camino entre Annemasse y Cluses.

## Demografía
Es imprescindible especificar la fuente de los datos.
Para ello, usa el parámetro "fuente".
Para más información, consulta Plantilla:Evolución demográfica/doc.
| 1773 | 1876 | 1865 | 1896 | 2209 | 2749 |
| Para los censos de 1962 a 1999 la población legal corresponde a la población sin duplicidades (Fuente: INSEE [Consultar]) |      |      |      |      |      |

## Lista de alcaldes
- 1888-1907: Jean-Pierre Besson
- 1908-1912: Célestin Cherdon
- 1912-1918: Jean-Pierre Besson
- 1919-1927: François Babaz
- 1927-1944: Emile Canel
- 1944-1947: Georges-Joseph Thévenot
- 1947-1967: François Rubin
- 1967-1977: Alfred Bogeat
- 1977-1980: Marcel Veggia
- 1980-2001: Jean-Marc Chavanne (UMP)
- 2001-actualidad: Gilles Perret